# San Antonio de Caroní
San Antonio de Caroní era uma localidade hoje denominada Las Ruinas de Las Misiones del Caroní, situada nas margens do rio Caroní, aproximadamente a 25 km da sua embocadura no rio Orinoco. Foi neste local que faleceu, e foi enterrado, o botânico sueco Pehr Löfling no ano de 1756.